# کونسیسائو دو پارا
کونسیسائو دو پارا (به پرتغالی: Conceição do Pará) یک منطقهٔ مسکونی در برزیل است که در میناز ژرایس واقع شده‌است. کونسیسائو دو پارا ۵٬۵۳۳ نفر جمعیت دارد.